# Championnats de Belgique d'athlétisme en salle 2021
Les Championnats de Belgique d'athlétisme en salle 2021 toutes catégories se tiennent le samedi 20 février, au Complexe sportif de Blocry, situé à Louvain-la-Neuve.
En raison de la pandémie de Covid-19, la compétition se déroule entièrement à huis clos.
Fanny Smets bat à nouveau de 2 cm le record de Belgique en salle du saut à la perche féminin (4,53 m), qu'elle détenait déjà auparavant.
À 16 ans, Merel Maes remporte le titre national à la hauteur féminine et améliore également de 3 cm le record de Belgique qu'elle détenait dans la catégorie U18 (moins de 18 ans), amenant désormais cette marque à 1,91 m.

## Résultats courses

### 60 m
| Rang               | Athlète         | Prestation |
| ------------------ | --------------- | ---------- |
| Médaille d'or      | Antoine Snyders | 6 s 87     |
| Médaille d'argent  | Camille Snyders | 6 s 90     |
| Médaille de bronze | Raphaël Kapenda | 6 s 92     |

| Rang               | Athlète         | Prestation |
| ------------------ | --------------- | ---------- |
| Médaille d'or      | Rani Rosius     | 7 s 39     |
| Médaille d'argent  | Cassandre Evans | 7 s 90     |
| Médaille de bronze | N/A             | —          |

### 200 m
| Rang               | Athlète            | Prestation |
| ------------------ | ------------------ | ---------- |
| Médaille d'or      | Robin Vanderbemden | 21 s 22    |
| Médaille d'argent  | Antoine Snyders    | 21 s 42    |
| Médaille de bronze | Camille Snyders    | 21 s 58    |

| Rang               | Athlète          | Prestation |
| ------------------ | ---------------- | ---------- |
| Médaille d'or      | Imke Vervaet     | 23 s 52    |
| Médaille d'argent  | Justine Goossens | 23 s 84    |
| Médaille de bronze | Manon Depuydt    | 23 s 99    |

### 400 m
| Rang               | Athlète           | Prestation |
| ------------------ | ----------------- | ---------- |
| Médaille d'or      | Alexander Doom    | 47 s 00    |
| Médaille d'argent  | Christian Iguacel | 47 s 16    |
| Médaille de bronze | Dylan Owusu       | 48 s 60    |

| Rang               | Athlète                | Prestation |
| ------------------ | ---------------------- | ---------- |
| Médaille d'or      | Cynthia Bolingo Mbongo | 52 s 72    |
| Médaille d'argent  | Camille Laus           | 53 s 27    |
| Médaille de bronze | Hanne Maudens          | 53 s 52    |

### 800 m
| Rang               | Athlète         | Prestation    |
| ------------------ | --------------- | ------------- |
| Médaille d'or      | Eliott Crestan  | 1 min 46 s 83 |
| Médaille d'argent  | Camille Snyders | DNF           |
| Médaille de bronze | N/A             | —             |

| Rang               | Athlète          | Prestation    |
| ------------------ | ---------------- | ------------- |
| Médaille d'or      | Renée Eykens     | 2 min 02 s 24 |
| Médaille d'argent  | Elise Vanderelst | 2 min 02 s 50 |
| Médaille de bronze | Mirte Fannes     | 2 min 04 s 68 |

### 1 500 m
| Rang               | Athlète          | Prestation    |
| ------------------ | ---------------- | ------------- |
| Médaille d'or      | Ruben Verheyden  | 3 min 46 s 15 |
| Médaille d'argent  | Tim Van De Velde | 3 min 46 s 33 |
| Médaille de bronze | Oussama Lonneux  | 3 min 46 s 40 |

### 3 000 m
| Rang               | Athlète         | Prestation    |
| ------------------ | --------------- | ------------- |
| Médaille d'or      | John Heymans    | 7 min 51 s 71 |
| Médaille d'argent  | Michael Somers  | 7 min 52 s 67 |
| Médaille de bronze | Thomas Vanoppen | 8 min 24 s 44 |

## Résultats obstacles

### 60 m haies
| Rang               | Athlète               | Prestation |
| ------------------ | --------------------- | ---------- |
| Médaille d'or      | Nolan Vancauwemberghe | 8 s 08     |
| Médaille d'argent  | N/A                   | —          |
| Médaille de bronze | N/A                   | —          |

| Rang               | Athlète       | Prestation |
| ------------------ | ------------- | ---------- |
| Médaille d'or      | Anne Zagré    | 8 s 09     |
| Médaille d'argent  | Eline Berings | 8 s 12     |
| Médaille de bronze | Noor Vidts    | 8 s 33     |

## Résultats sauts

### Saut en longueur
|                    | \| Rang \| Athlète \| Prestation \| \| ------------------ \| ------- \| ---------- \| \| Médaille d'or \| N/A \| — \| \| Médaille d'argent \| N/A \| — \| \| Médaille de bronze \| N/A \| — \| |            |
| Rang               | Athlète | Prestation |
| Médaille d'or      | N/A | —          |
| Médaille d'argent  | N/A | —          |
| Médaille de bronze | N/A | —          |

### Saut en hauteur
| Rang               | Athlète       | Prestation |
| ------------------ | ------------- | ---------- |
| Médaille d'or      | Thomas Carmoy | 2,25 m     |
| Médaille d'argent  | N/A           | —          |
| Médaille de bronze | N/A           | —          |

| Rang               | Athlète    | Prestation |
| ------------------ | ---------- | ---------- |
| Médaille d'or      | Merel Maes | 1,91 m     |
| Médaille d'argent  | Noor Vidts | 1,77 m     |
| Médaille de bronze | N/A        | —          |

### Saut à la perche
| Rang               | Athlète | Prestation |
| ------------------ | ------- | ---------- |
| Médaille d'or      | N/A     | —          |
| Médaille d'argent  | N/A     | —          |
| Médaille de bronze | N/A     | —          |

| Rang               | Athlète     | Prestation |
| ------------------ | ----------- | ---------- |
| Médaille d'or      | Fanny Smets | 4,53 m     |
| Médaille d'argent  | Lola Lepère | 3,95 m     |
| Médaille de bronze | N/A         | —          |

## Résultats lancers

### Lancer du poids
|                    | \| Rang \| Athlète \| Prestation \| \| ------------------ \| --------------- \| ---------- \| \| Médaille d'or \| Cassandre Evans \| 12,72 m \| \| Médaille d'argent \| N/A \| — \| \| Médaille de bronze \| N/A \| — \| |            |
| Rang               | Athlète | Prestation |
| Médaille d'or      | Cassandre Evans | 12,72 m    |
| Médaille d'argent  | N/A | —          |
| Médaille de bronze | N/A | —          |